# Conesa
Conesa è un comune spagnolo di 132 abitanti situato nella comunità autonoma della Catalogna.